# Ligne de Vierzon à Saincaize
La ligne de Vierzon à Saincaize est une ligne ferroviaire française électrifiée à écartement standard et à double voie, maillon de l'axe transversal Nantes – Lyon.
Elle constitue la ligne no 690 000 du réseau ferré national.

## Histoire
Cette ligne déclarée d'utilité publique par deux lois successives. La loi du 11 juin 1842 déclare d'utilité publique la réalisation d'une ligne d'Orléans à Bourges par Vierzon. La section entre Bourges et la rive droite de l'Allier est déclarée d'utilité publique par une loi le 26 juillet 1844. L'ensemble de la ligne a été concédé pour une durée de 39 ans et 11 mois à Messieurs Bartholony, Benoist, du Bousquet, Dufour, Foucher, Lambot de Fougères, de Gasque, comte de Germiny, comte Jaubert, Revenaz, comte de Ségur, de Waru et compagnie par une ordonnance du 24 octobre 1844. Les 8, 9 et 10 avril 1845 la compagnie du chemin de fer du Centre est constituée, et sa substitution aux concessionnaires initiaux est autorisée par ordonnance royale le 26 avril 1845.
La concession de la ligne est transférée de la Compagnie du chemin de fer du Centre à la Compagnie du chemin de fer de Paris à Orléans par une convention signée le 27 mars 1852 entre le ministre des Travaux publics et cette dernière compagnie. Cette convention est approuvée par un décret à la même date.

## Infrastructure
La ligne est entièrement construite à double voie. Elle est équipée du block automatique lumineux.

### Électrification
La ligne a été électrifiée en deux phases :
- la première phase en 1 500 V continu de Vierzon à Bourges a été mise en service pour permettre aux trains en provenance de la gare d'Austerlitz de rejoindre Bourges sans relais de traction ;
- la seconde phase en 25 kV alternatif, de Bourges à Saincaize a été mise en place dans le cadre d'un maillage du réseau électrifié.

#### Électrification Bourges – Saincaize
Dans le cadre du plan de relance, il a été décidé d'électrifier la ligne de Bourges à Saincaize.
Cette électrification fait partie de la mise en place d'un axe fret électrifié entre Nantes et Lyon. Elle suit l'électrification de la ligne de Vierzon à Saint-Pierre-des-Corps. Pour le moment[Quand ?] le dernier maillon de cet axe n'a pas été choisi. Il faut choisir entre électrifier la ligne de Nevers à Chagny, la ligne de Moulins à Mâcon ou l'axe Saint-Germain-des-Fossés - Saint-Germain-au-Mont-d'Or qui ont chacun leurs avantages et leur inconvénients en termes de distance, de profil en long et de potentiel voyageurs.
Cette électrification a été faite en courant 25 kV 50 Hz, sauf quelques kilomètres après Bourges, le tronçon entre Vierzon et Bourges étant déjà électrifié en courant continu 1 500 V. La livraison a eu lieu fin 2011. Lancés le 31 mai 2010, les travaux d'électrification ont coûté 82,3 millions d'euros.
La pose des premiers poteaux caténaires en ligne a débuté le 6 septembre 2010. La ligne a été mise sous tension le 15 novembre 2011. La caténaire a été inaugurée le 9 décembre.
La mise en service des installations électriques assure ainsi une liaison électrique sans interruption entre Saint-Nazaire et Saint-Germain-des-Fossés (et au-delà vers Clermont-Ferrand via Vichy). Ces travaux ont nécessité la reconstruction de ponts au gabarit électrification et l'adaptation des circuits de télécommunication.

## Exploitation
La ligne est utilisée par des trains Intercités sur les relations suivantes :
- Paris-Austerlitz – Vierzon-Ville – Bourges ;
- Nantes – Tours – Lyon-Part-Dieu ;

ainsi que par des trains régionaux TER Centre-Val de Loire :
- Bourges – Nevers ;
- Vierzon – Bourges ;
- Vierzon – Montluçon (ces trains quittent la ligne à la bifurcation de Pont-Vert, sur la commune de Marmagne).

La relation directe entre Paris-Austerlitz et Montluçon (ces trains utilisent la ligne entre Vierzon et Bourges) a disparu au changement de service 2019, le 9 décembre 2018. Depuis cette date, une correspondance à Bourges est nécessaire. Même si trois rames Régiolis ont été achetées par l'État pour 30 millions d'euros pour les deux liaisons directes, elles sont restreintes à la portion de Bourges à Montluçon :
- elles ne peuvent rouler qu'à 160 km/h sur des sections parcourables à 200 km/h ;
- elles sont sous-capacitaires pour une utilisation entre Bourges et Paris ;
- selon la direction régionale SNCF Centre-Val de Loire, il faudrait plus de trois rames pour assurer les deux allers-retours[9].